# NGC 1396
NGC 1396 (другие обозначения — FCC 202, PGC 13398) — галактика в созвездии Печь.
Этот объект входит в число перечисленных в оригинальной редакции «Нового общего каталога».
Галактика NGC 1396 входит в состав группы галактик NGC 1386. Помимо NGC 1396 в группу также входят NGC 1375, NGC 1386, NGC 1389, NGC 1326B, ESO 358-59, ESO 358-60 и PGC 13449.
Средний возраст звёзд в галактике — 6 миллиардов лет, средняя металличность (Fe/H) = -0.4. Отношение Ca/Fe в NGC 1396 составляет +0,1, а отношение Na/Fe — -0,1. История химического обогащения галактики похожа на таковую у галактического диска с расширенной историей звёздообразования. Это можно объяснить тем, что NGC 1396 могла образоваться из галактики размером с Большое Магелланово облако, которая попала в Скопление Печи и потеряла свой газ.